# Dallas
 For alternative betydninger, se Dallas (flertydig). (Se også artikler, som begynder med Dallas)
Dallas er en storby i den amerikanske delstat Texas. Den er blandt de ti største byer i USA. Byen har 1.304.379(2020) indbyggere, mens Stor-Dallas har mere end 5 millioner indbyggere. Dallas blev grundlagt i 1841. Det økonomiske grundlag for byens hurtige vækst blev skabt med oliefundene i East Texas Oil Field i 1930 og med store militærordrer (især fly) under og efter 2. verdenskrig. Gennem historien har Dallas i mange år været vigtig pga. byens store råvareindustri med olie og bomuld. Dallas har også altid haft en god placering langs de mange jernbaner.
En historisk milepæl ramte Dallas med sorg den 22. november 1963, hvor attentatet på John F. Kennedy fandt sted. Han blev skudt, mens han sad i sin limousine på vej igennem byen, attentatet rystede hele verden, og mange turister tager til Dallas for at se museet i det tidligere lager, hvorfra attentatet fandt sted.
Dallas er kendt for deres fodboldklub Dallas Cowboys, de har spillet i den amerikanske liga, National Football League (NFL) siden 1960.